# Município de Colebrook (condado de Ashtabula, Ohio)
Localização do Ohio nos E.U.A.
O município de Colebrook (em inglês: Colebrook Township) é um município localizado no condado de Ashtabula no estado estadounidense de Ohio. No ano 2010 tinha uma população de 994 habitantes e uma densidade populacional de 15,59 pessoas por km².

## Geografia
O município de Colebrook encontra-se localizado nas coordenadas 41° 31′ 31″ N, 80° 44′ 47″ O. Segundo a Departamento do Censo dos Estados Unidos, o município tem uma superfície total de 63.77 km², da qual 63,5 km² correspondem a terra firme e (0,42 %) 0,27 km² é água.

## Demografia
Segundo o censo de 2010, tinha 994 pessoas residindo no município de Colebrook. A densidade de população era de 15,59 hab./km².